# Перший український морський з'їзд 1918
Перший український морський з'їзд 1918 — відбувся в Києві в січні 1918. Розглянув питання, пов'язані зі створенням морського флоту Української Народної Республіки. З'їзд заслухав звіт Української генеральної морської ради, інформацію про роботу генерального секретарства морських справ та доповіді з місць. Делегати розглянули Тимчасовий законопроєкт про флот УНР, розроблений наприкінці грудня 1917; обговорили стан і перспективи Чорноморського військового флоту і служби на ньому, питання торгового флоту, організації профспілки моряків та ін.
На підставі ухвалених з'їздом рішень 14 січня 1918 Українська Центральна Рада прийняла «Тимчасовий закон про фльоту УНР», в якому російський Чорноморський флот, військовий і транспортний, проголошувався флотом УНР і мав нести охорону узбережжя на Чорному й Азовському морях. УНР переймала на себе всі зобов'язання російського уряду щодо Чорноморського флоту, а також утримання портів. Із часу проголошення закону всі російські військові і торгові кораблі мали підняти українські прапори. На флоті скасовувалася примусова військова служба, подальше комплектування особового складу мало відбуватися на засадах добровільності, що спричинило значне його ослаблення.